# Sidjou
Sidjou är en ort i Komorerna.   Den ligger i distriktet Grande Comore, i den nordvästra delen av landet, 17 km öster om huvudstaden Moroni. Sidjou ligger 130 meter över havet och antalet invånare är 555. Den ligger på ön Grande Comore.
Terrängen runt Sidjou är kuperad åt nordväst, men åt sydväst är den bergig. Havet är nära Sidjou åt nordost.  Närmaste större samhälle är Moroni, 16,7 km väster om Sidjou. Omgivningarna runt Sidjou är en mosaik av jordbruksmark och naturlig växtlighet.